# ماريو بوتا
ماريو بوتا (بالإيطالية: Mario Botta) معماري سويسري عالمي ولد في مندريزيو في سويسرا عام 1943، وعمل رساما في مكتب معماري قبل أن يدرس العمارة في ميلانو ثم في فينيسيا بين عامي 1965 و1969. خلال تلك الفترة تدرب في مكتب لوكوربوزييه السويسري ثم في مكتب لويس كان الأمريكي. ثم افتتح مكتبه الخاص في لوجانو بسويسرا عام 1970. يعتبر بوتا الذي اشتهر بتصميمه الكتدرائيات، حداثي المنطلق وقد تأثر تأثرا شديدا بالمعماريين كارلو سكاربا الإيطالي ولويس كان الأمريكي، وهو وإن ظهر في أعماله الأخيرة منطلقا من الأنماط التاريخية - خاصة منذ منتصف السبعينيات حين باتت منازله أكثر التزاما بالكلاسيكية في المساقط الأفقية والواجهات - فإنه ما زال ملتزما بأن تعبر العمارة عن عصرها الذي هي فيه.
في أعمال بوتا احترام شديد للظروف الطبوغرافية والمحلية لمواقع مبانيه، كما يظهر فيها الحرفية والترتيب الهندسي، وهي محاولة منه للتوفيق بين الرمزيّةِ المعماريةِ التقليديةِ والقواعدِ الجماليةِ للحركةِ الحديثةِ.
تقع معظم مباني بوتا في سويسرا، لكنها تلقى اهتماما دوليا، خاصة مع فوزه بالعديد من المسابقات الدولية، لعل أهمها فوزه بتصميم مبنى متحف الفن الحديث بسان فرانسيسكو بأمريكا عام 1984.
يعمل بوتا على تصميم كنيس في تل أبيب، ومسجد في عمان.

## من أهم أعماله
- Chapel Santa Maria degli Angeli, Monte Tamaro
- Chiesa di San Giovanni in Mogno
- Chiesa Parrocchiale Beato Odorico in Pordenone
- Banca del Gottardo, Lugano
- Museum Jean Tinguely, Basel
- San Francisco museum OF decaying kind
- Cathedral in Evry (France)
- City and federal state library Dortmund
- Harting Offices Minden

## روابط خارجية
- ماريو بوتا على موقع IMDb (الإنجليزية)
- ماريو بوتا على موقع مونزينجر (الألمانية)
- ماريو بوتا على موقع كينوبويسك (الروسية)